# کاتالین روژنوئی
کاتالین روژنوئی (مجاری: Rozsnyói Katalin؛ زادهٔ ۲۰ نوامبر ۱۹۴۲) قایقران کایاک، و مربی (ورزش) اهل مجارستان است.